# Borsucze Skały
Borsucze Skały – zespół kilkumetrowej wysokości wychodni skalnych w masywie Babiej Góry. Nazwa pochodzi od jam borsuków, znajdywanych na tym terenie. Rejon ten znajduje się w Paśmie Babiogórskim w Beskidzie Żywiecko-Orawskim (w regionalizacji według Jerzego Kondrackiego w Beskidzie Żywieckim).
Borsucze Skały znajdują się w Babiogórskim Parku Narodowym, w granicach wsi Zawoja w województwie małopolskim, w powiecie suskim, w gminie Zawoja na północnych stokach Małej Babiej Góry, mniej więcej w linii spadku jej wierzchołka (Cylu), nieco na wschód i ok. 100 m powyżej Markowego Stawku. Pojawiły się w wyniku ogromnego osuwiska, jakie miało miejsce na północnych stokach Cylu ok. 6 000 lat temu. Tworzy je zespół kilkumetrowej wysokości ścianek skalnych, usytuowanych piętrowo i założonych na czołach warstw skalnych budujących masyw Babiej Góry piaskowców magurskich. Ścianki porozdzielane są pasami rumowisk, obecnie zarośniętych lasem.
W Borsuczych Skałach znajduje się stanowisko rzadkiego w Polsce okrzynu jeleniego (znane są tylko 4 jego stanowiska na Babiej Górze i jedno w Beskidzie Śląskim).